# Stade
Stade (på plattyska Stood, tyskt uttal [ˈʃtaːdə]) är en stad i den tyska delstaten Niedersachsen med  cirka 49 000 invånare. Den ligger vid floden Schwinge omkring 45 kilometer väster om Hamburg på gränsen till Altes Land. Mellan 1645 och 1719 var Stade huvudstad i den svenska provinsen Bremen-Verden. Sedan november 2008 kallas staden officiellt hansestad och är huvudort i Landkreis Stade.
Bilar från Stade har bokstäverna STD på registreringsskylten.

## Historia
Genom sin hamn har Stade historiskt haft en viktig roll som handelsstad och militär stödjepunkt. Stade räknas som en av de äldsta städerna i norra Tyskland och finns belagd så tidigt som 994 (då under namnet Stethu). 1209 fick stadens sina stadsrättigheter av Otto IV. Fram till 1200-talet var Stade den enda naturliga hamnen mellan Cuxhaven och Hamburg och dessutom en viktig ort för överfart över Elbe.

### Svensktiden

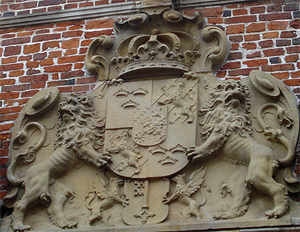
Rådhusets ingång i Stade med det svenska riksvapnet

Stade erövrades under det trettioåriga kriget av den kejserliga fältherren Johann Tserclaes Tilly 1628, men sedan var staden under svensk kontroll fram till 1636 då Danmark erövrade staden. 1643 blev Stade åter svenskt vilket även slogs fast i Westfaliska freden 1648 då Sverige tilldelades hela provinsen Bremen-Verden. Den första svenska guvernören var Hans Christoph von Königsmarck. Under den svenska tiden växte stadens militära roll och befästningsverken byggdes ut till att omfatta nio bastioner. 1659 ödelade den stora stadsbranden två tredjedelar av staden.
Under skånska kriget erövrade Danmark Stade 1675-1676 och staden besattes fram till krigsslutet. I freden i Saint-Germain 1679 blev Stade åter svenskt. Den svenska tiden i Stade slutade 1712 då danska trupper belägrade staden under stora nordiska kriget och 29 september - 7 september 1712 startade ett bombardemang där 152 bostadshus förstördes. De svenska anspråken på staden gavs upp vid fredsslutet 1719. Då hade staden 1715 kommit under Hannovers styre.
Idag kan man fortfarande finna spår av den svenska tiden i staden. Stades museum som visar stadens historia heter Schwedenspeicher-Museum. Det gamla vapenhuset, Zeughaus, vid Pferdemarkt i stadens centrum bär Karl XII:s sigill och över rådhusets ingång återfinns ett vapen med tre kronor.

### Hansestaden
Sedan 2008 kallar sig Stade officiellt hansestad och är därmed efter Lüneburg den andra staden i Niedersachsen som idag bär denna titel (på tyska Hansestadt). I samband med 800-årsjubileet av stadsrättigheterna 2009 mottog staden titeln av ministerpresident Christian Wulff.

## Näringsliv
Bland stadens större arbetsgivare kan nämnas Airbus, Dow Chemical, Aluminium Oxid Stade, Areva och Prokon Nord Energiesysteme.